# George Parsons Lathrop
George Parsons Lathrop (ur. 25 sierpnia 1851 w Honolulu, zm. 19 kwietnia 1898 w Nowym Jorku) – amerykański prozaik i poeta, brat artysty Francisa Lathropa. 
Edukację zdobył w Nowym Jorku i w Dreźnie w Niemczech. W 1871 ożenił się z Rose, córką pisarza Nathaniela Hawthorne’a. W 1891 razem z żoną przeszedł na katolicyzm. Po jego śmierci Rose założyła zgromadzenie zakonne Sióstr Dominikanek powołane do służby osobom cierpiącym na raka (The Servants of Relief for Incurable Cancer Patients). W 1875 George został wydawcą Atlantic Monthly. Opublikował między innymi Rose and Rose-Tree (1875), A Study of Hawthorne (1876), Afterglow (1876), Spanish Vistas (1883), Newport (1884), Dreams and Days (1892) i A Story of Courage (1894).